# أخبار النوابغ وآثارهم
أخبار النوابغ وآثارهم في الجاهلية وصدر الإسلام كتاب من تأليف حسن السندوبي، جمع فيه مَن تسمى بالنابغة من القدماء، وألحقه بكتابه أخبار المراقسة وأشعارهم، الذي صدر ملحقا بكتاب (شرح ديوان امرئ القيس)، وقد ألحقه المؤلف بهذين الكتابين ليكون بذلك مجموعة جيدة في الأدب يستفيد منها طالب الثقافة الأدبية، كما قال المؤلف في مقدمة كتابه. يتكون الكتاب من (52) صفحة ويحتوي على المواضيع التالية:
- النابغة الجعدي.
- النابغة الذبياني.
- النابغة الشيباني.
- النابغة الحارثي.
- النابغة الغنوي.
- النابغة التغلبي.
- النابغة العدواني.
- النابغة اليربوعي.

وهو بهذا استقصى من تسمى بالنابغة وذكر ما وقف له من أشعارهم وأخبارهم. وقد طبع الكتاب سنة 1959م.